# Willem Henri Julius

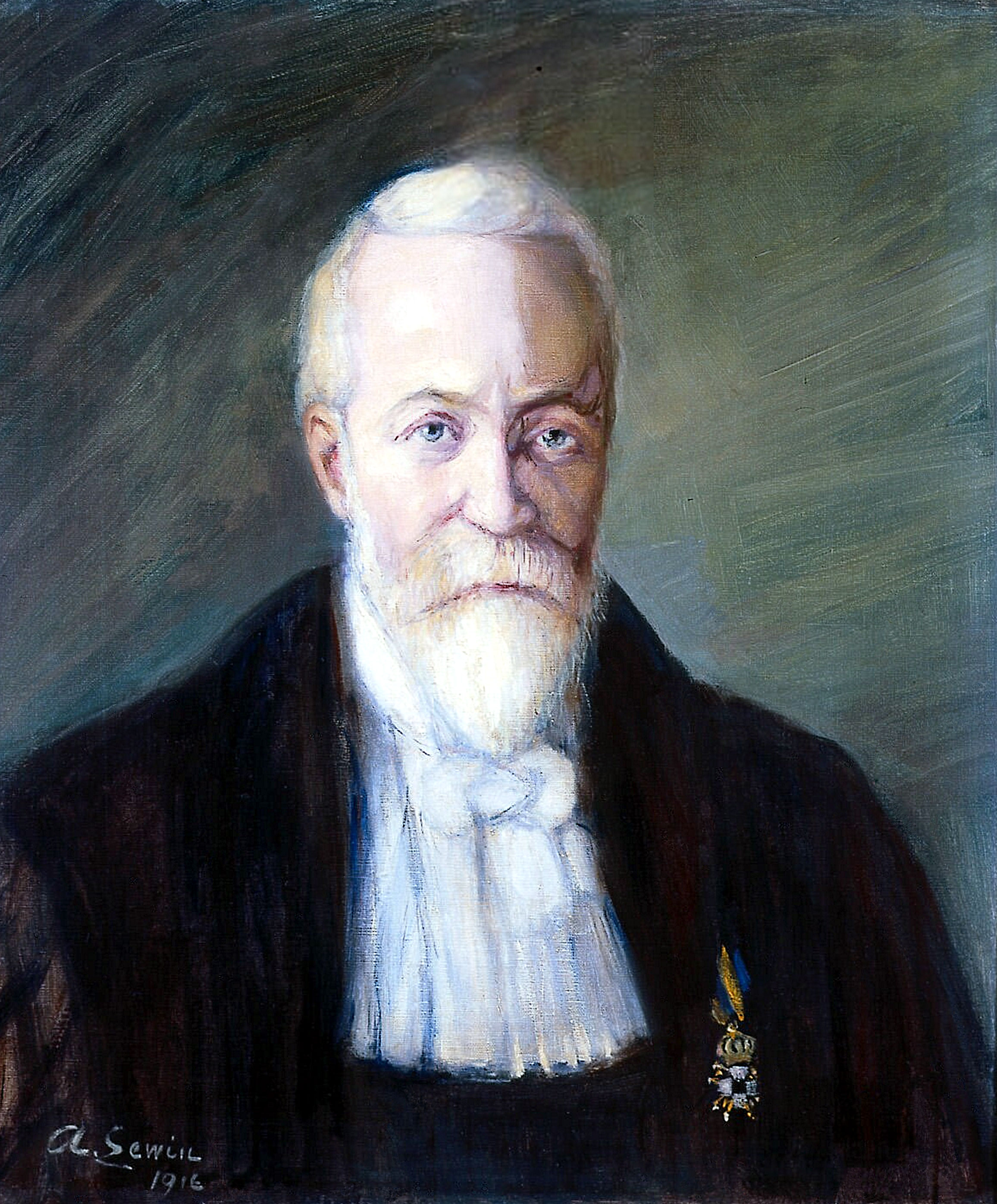
Willem Henri Julius

Willem Henri Julius (* 4. August 1860 in Zutphen; † 15. April 1925 in Utrecht) war ein niederländischer Physiker.

## Leben
Willem Henri wurde als Sohn des späteren Direktors der Höheren Bürgerschule Willem Julius (* 26. Oktober 1834 in Utrecht; † 19. November 1907 ebenda) und dessen am 18. August 1859 in Utrecht geheirateten Frau Maria Margaretha Dumont (* 23. März 1835 in Utrecht; † 4. Mai 1917 in Baarn) geboren. Er hatte selbst die Höhere Bürgerschule in Gouda besucht und am 27. September 1879 ein Studium der Naturwissenschaften an der Universität Utrecht aufgenommen. 1882 wurde er Assistent am Utrechter physikalischen Institut bei Christophorus Henricus Didericus Buys Ballot und 1888 bei seinem Onkel Victor August Julius (* 11. Mai 1851 in Utrecht; † 1. Mai 1902 ebenda). Daneben wirkte er von 1887 bis 1890 als Physik- und Chemielehrer der bürgerlichen Abendschule in Utrecht und promovierte unter Buys Ballot am 10. Februar 1988 mit der Arbeit Het warmtespectrum en de trillingsperioden der moleculen van eenige gassen (deutsch: Das Wärmespektrum und die Schwingungsperioden der Moleküle von einigen Gasen) zum Doktor der Naturwissenschaften.
1889 machte er auf sich mit der Arbeit Die Licht- und Wärmestrahlung verbrannter Gase aufmerksam, die er beim Verein zur Beförderung des Gewerbefleißes in Berlin eingereicht hatte und als Preis eine Goldmedaille erhielt. Daraufhin bekam er am 29. Oktober 1890 eine Berufung als außerordentlicher Professor der Physik an der Universität von Amsterdam, welches Amt er am 2. Februar 1891 mit der Antrittsrede De methoden van onderzoek in de natuurkunde (deutsch: Die Methoden der Untersuchungen in der Physik) antrat. Am 6. August 1896 erhielt Julius eine Berufung als ordentlicher Professor der experimentellen Physik, der Metrologie und physikalische Geographie an der Universität Utrecht, sowie Direktor der physikalischen Institutes in Utrecht, welche Aufgabe er am 17. Oktober desselben Jahres mit der Einführungsrede Kritiek in de natuurkunde (deutsch: Kritik in der Physik) begann.
Seine wissenschaftliche Arbeiten konzentrierten sich auf Spektrophotometrie und die astronomische Heliophysik. So absolvierte er Expeditionen 1901 nach Sumatra, 1905 nach Burgos und 1912 nach Maastricht um die Sonnenfinsternis zu untersuchen. 1907 arbeitete er zudem am Mount-Wilson-Observatorium in Kalifornien. Auch beteiligte sich Julius an den organisatorischen Aufgaben der Utrechter Hochschule und war im Akademiejahr 1907/08 Rektor der Alma Mater. Er wurde 1897 Mitglied der königlich niederländischen Akademie der Wissenschaften, 1899 Mitglied der Hollandsche Maatschappij der Wetenschappen in Haarlem und wurde 1908 Ritter des Ordens vom niederländischen Löwen.

## Familie
Julius heiratete am 23. Dezember 1890 in Utrecht Betsij Mathilde Frederique Einthoven (* 21. März 1867 in Samarang (Indonesien); † 10. Juli 1945 in Utrecht), die Tochter des Jacob Einthoven (* 26. Februar 1825 in Groningen; † 17. September 1866 in Semarang (Indonesien)) und dessen Frau Louise Marie Mathilde Caroline de Vogel (* 14. Juli 1833 in Semarang (Indonesien); † 4. Mai 1923 in Utrecht). Aus der Ehe stammt ein Sohn und zwei Töchter. Von den Kindern kennt man:
- Willem Otto Julius (* 7. April 1898 in Utrecht; † 4. Juli 1973 in Purley (England)) verh. mit Emilie Gvendolyn Woolrich Perry (1905–2001)
- Marie Wilhelmina Elisabeth Julius (* 8. Oktober 1894 in Amsterdam; † 21. August 1977 in Hilversum)
- Louise Maria Julius (* 8. Dezember 1891 in Amsterdam; † 24. August 1982 in Laren)

## Werke (Auswahl)
- Het warmtespectrum en de trillingsperioden der moleculen van eenige gassen. Utrecht 1888 (Online)
- Die Licht- und Wärmestrahlung verbrannter Gase. Berlin 1890
- De methoden van onderzoek in de natuurkunde. Amsterdam 1891
- Bolometrisch onderzoek van absorptiespectra. Amsterdam 1892
- Trilvrije opstelling van meetinstrumenten. 1895
- Kritiek in de natuurkunde. Utrecht 1896
- Preliminary report of the Dutch expedition to Karang Sago (Sumatra) for the observation of the total solar eclipse of May 1901. Amsterdam 1902
- Les Théories solaires et la Dispersion anomale. Paris 1904
- Polarimetric study of the corona ; Heat radiation of the sun during the eclipse. Amsterdam 1905
- Energievervoer in de electronenwereld. Utrecht 1908
- Le déplacement de raies de dispersion dans les spectres d’absorption. Paris 1917
- Leerboek der zonnephysica. Groningen 1928 (2. Aufl.)